# Setter Hill (Tingwall)

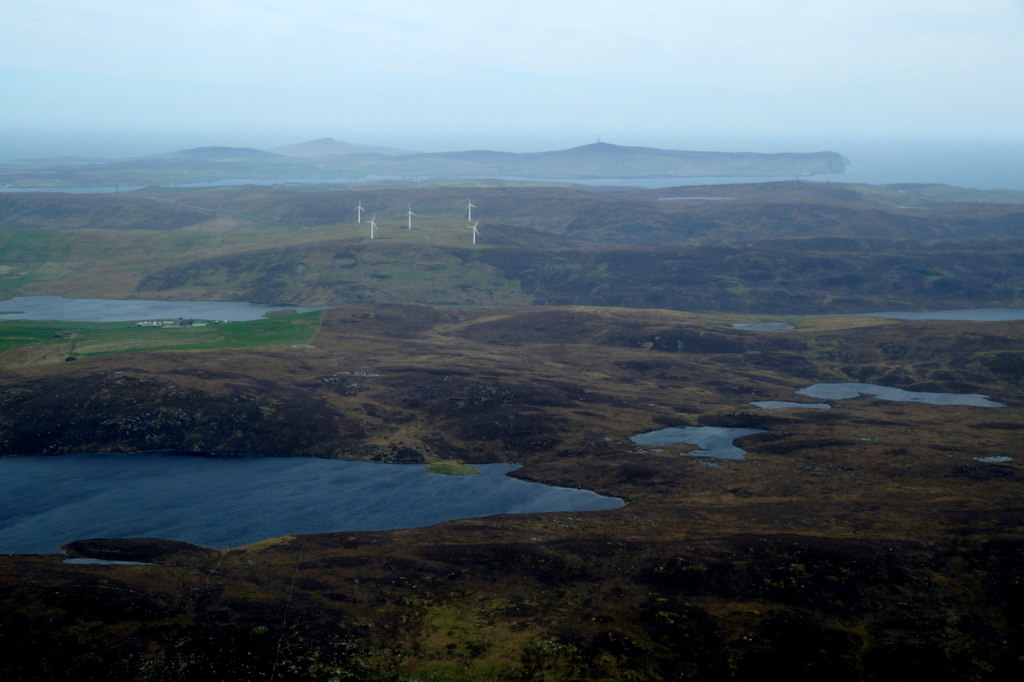
Links vorne der Loch of Ustaness, unmittelbar dahinter der Hill of Setter

Der Setter Hill ist ein 116 Meter hoher Berg im Gebiet von Tingwall auf Mainland, der Hauptinsel der schottischen Shetlands. Die nächstgelegene Ortschaft ist das drei Kilometer im Nordosten gelegene Veensgarth. Nach Scalloway im Süden sind es vier, nach Lerwick, der Hauptstadt der Shetlands im Osten, sieben Kilometer. Der Setter Hill fällt in das Gebiet der Gemeinde (Community Council Area) Tingwall, Whiteness and Weisdale.
Der Setter Hill ist umgeben von einer Reihe von Seen (Loch), zum unmittelbar westlich angrenzenden Loch of Ustaness bricht der Berg steil ab. Im Südosten geht der Setter Hill in den Gallow Hill über, im Norden in den Hill of Grista.